# Rocksmith
Rocksmith（ロックスミス）はユービーアイソフトが販売する音楽ゲームである。エレクトリック・ギターとゲームハードのUSBポートとを専用ケーブルで繋ぎ、エレクトリック・ギターそのものを演奏しゲームプレイする。エレクトリックベースにも対応している。第1作は2012年10月11日に国内販売された。

## 概要
エレクトリック・ギターと専用ケーブルである「リアルトーンケーブル」をゲームハードに繋ぎ、エレクトリック・ギターをゲームコントローラーとして扱う。
パソコン版はゲームの管理にSteamが用いられる。
開発者の肥後直巳とポール・クロスは本作の開発当初はギターの初心者であり、本作を通じてギターが弾けるようになったという。Rocksmith 2014は完璧なギター・ラーニング・ツールとして開発されており、アメリカのResearch Strategy Group.incより最速のギター習得方法であるという調査結果をもって宣伝している。